# Doktor D
A Doktor D (eredeti cím: Necessary Roughness) 2011-től 2013-ig futott amerikai televíziós filmsorozat, amelynek alkotói Donna Dannenfelser és Joe Sabatino. Az írói Elizabeth Kruger, Craig Shapiro és Jeffrey Lieber, a rendezői Elodie Keene, Kevin Hooks és Kevin Dowling, a zeneszerzői Adam Gorgoni és Jeff Russo, a producerei Donna Dannenfelser és Joe Sabatino, a főszereplője Callie Thorne. A tévéfilmsorozat a Still Married Productions, az Universal Cable Productions és a Sony Pictures Television gyártásában készült, az NBCUniversal Television Distribution és a Sony Pictures Television forgalmazásában jelent meg. Műfaját tekintve filmdráma-sorozat. Amerikában az USA Network vetítette, Magyarországon a FEM3 mutatta be 2012. augusztus 5-én.

## Szereplők
| Szereplő         | Színész               | Magyar hang      |
| ---------------- | --------------------- | ---------------- |
| Dani Santino     | Callie Thorne         | Radó Denise      |
| Matthew Donnally | Marc Blucas           | Kálid Artúr      |
| Nico Careles     | Scott Cohen           | Jakab Csaba      |
| Lindsay Santino  | Hannah Marks          | Lamboni Anna     |
| Ray Santino Jr.  | Patrick Johnson       |                  |
| Terrence King    | Mehcad Brooks         | Zöld Csaba       |
| Pat Purnell edző | Gregory Alan Williams | Borbiczki Ferenc |

## Epizódok
| Évad | Évad | Epizódok | Eredeti sugárzás | Eredeti sugárzás     | Eredeti adó |
| Évad | Évad | Epizódok | Évadpremier      | Évadfinálé           | Eredeti adó |
| ---- | ---- | -------- | ---------------- | -------------------- | ----------- |
|      | 1    | 12       | 2011. június 29. | 2011. szeptember 14. | USA Network |
|      | 2    | 16       | 2012. június 6.  | 2013. február 20.    | USA Network |
|      | 3    | 10       | 2013. június 12. | 2013. augusztus 21.  | USA Network |